# Рутвиця проста
Рутвиця проста (Thalictrum simplex) — вид рослин родини жовтецеві (Ranunculaceae), поширений у Європі й помірній Азії.

## Опис
Багаторічна трава 40–80 см заввишки. Стебло нерозгалужене до суцвіття, щетинисте. Листки чередуються, черешкові, прилисткові. Листків 6–8. Листові пластини досить еліптичні, 2–3-перисті. Листові сегменти від вузько-зворотнояйцюватих до яйцюватих (майже круглих).
Суцвіття нещільне, як правило, з великою кількістю квітів. Квіти радіально симетричні, від пурпурових до лаймово-зеленуватих, ≈ 1 см упоперек. Немає пелюсток. Чашолистків 4–5, рано в'януть. Тичинок багато, ≈3 мм завдовжки, багрові. Кілька маточок. Плід — 8-хребетна, гостра, 2–3.5 мм завдовжки, безчерешкова сім'янка.

## Поширення
Поширений у Європі й помірній Азії.
Населяє узлісся, широколистяні ліси, переліски, береги, підтоплені луки, луки, придорожні набережні.
В Україні зростає на луках і в чагарниках — на всій території.